# Arneva
Arneva es una pedanía de la localidad española de Orihuela, en la provincia de Alicante. Está situada en la falda de la Sierra de Hurchillo. Cuenta con 1.199 habitantes.

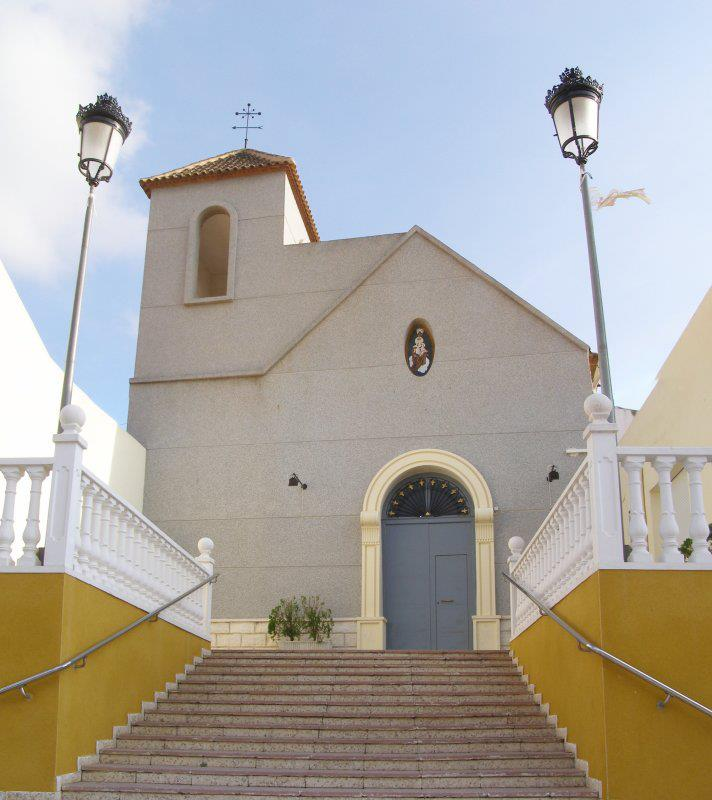
Iglesia de la Virgen del Carmen